# Derecha cristiana

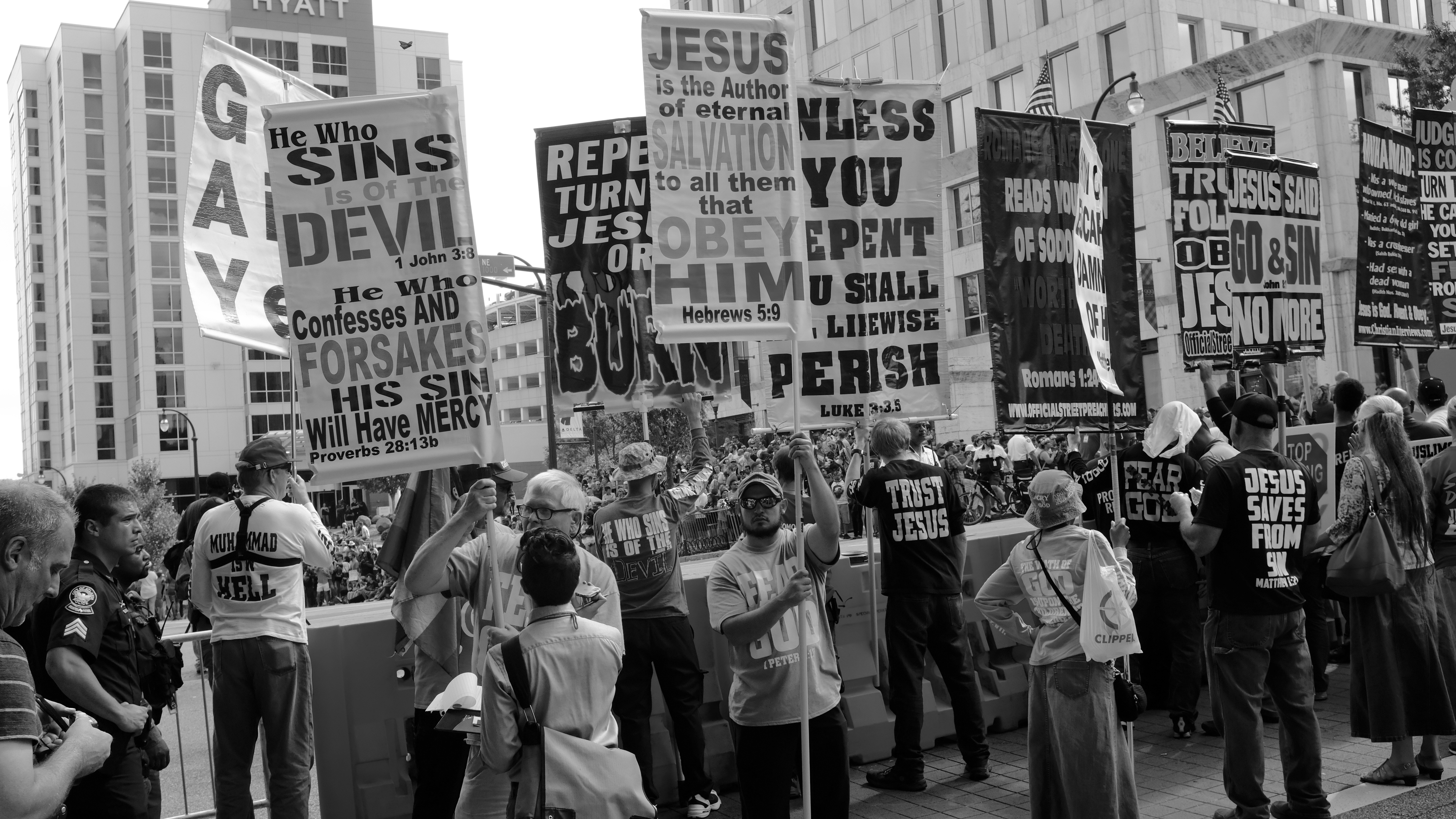
Protestantes de derecha cristiana conservadora manifestandose contra la Marcha del Orgullo (Atlanta, 2017)

La derecha cristiana o derecha religiosa es un término usado principalmente en los Estados Unidos para etiquetar las facciones políticas cristianas conservadoras que se caracterizan por su fuerte apoyo a las políticas socialmente conservadoras. Los conservadores cristianos buscan principalmente aplicar su comprensión de las enseñanzas del cristianismo a la política y a las políticas públicas proclamando el valor de esas enseñanzas o buscando utilizar esas enseñanzas para influir en las leyes y las políticas públicas.
En los Estados Unidos, la derecha cristiana es una coalición informal formada alrededor de un núcleo de protestantes evangélicos y algunos católicos. La derecha cristiana obtiene apoyo adicional de grupos protestantes principales, judíos y mormones de la línea principal conservadora. El movimiento tiene sus raíces en la política estadounidense que se remonta a la década de 1940 y ha sido especialmente influyente desde la década de 1970. Su influencia se basa, en parte, en el activismo de base, así como en el enfoque en cuestiones sociales y en la capacidad de motivar al electorado en torno a estos temas. La derecha cristiana es notable hoy en día por promover posiciones socialmente conservadoras en temas como la oración escolar, el diseño inteligente, la investigación con células madre embrionarias, la homosexualidad, la anticoncepción, el aborto y la pornografía. Aunque el término "derecha cristiano" se asocia más comúnmente con la política en los Estados Unidos, grupos conservadores cristianos similares se pueden encontrar en las culturas políticas de otras naciones de mayoría cristiana. 

## Puntos de vista

### Educación
La derecha cristiana en los Estados Unidos generalmente promueve la enseñanza del creacionismo y el diseño inteligente en oposición a, o junto con la evolución biológica.
Algunos grupos cristianos abogan por la eliminación de la literatura sobre educación sexual de las escuelas públicas, la exclusión voluntaria de la educación sexual integral por parte de los padres o la educación sexual solo para la abstinencia.
La derecha cristiana promueve la educación en el hogar y la educación privada como una alternativa válida a la educación pública para los padres que objetan el contenido que se enseña en la escuela.

### Política
La derecha cristiana cree que la separación de la iglesia y el estado no es explícita en la Constitución estadounidense, creyendo en cambio que tal separación es una creación de lo que dice son jueces activistas en el sistema judicial. En los Estados Unidos, la derecha cristiana a menudo apoya sus afirmaciones al afirmar que el país fue " fundado por cristianos como una nación cristiana". En general, la derecha cristiana apoya la presencia de instituciones religiosas dentro del gobierno y la esfera pública, y aboga por menos restricciones a la financiación gubernamental para las instituciones benéficas religiosas y las escuelas.
Muchos partidarios protestantes evangélicos de la derecha religiosa han dado un fuerte apoyo al estado de Israel en las últimas décadas, alentando el apoyo a Israel en el gobierno de los Estados Unidos. Algunos han vinculado a Israel con las profecías bíblicas; por ejemplo, Ed McAteer, fundador de Moral Majority, dijo: "Creo que estamos viendo que la profecía se desarrolla tan rápida, dramática y maravillosamente y, sin exagerar, me deja sin aliento".

### Sociedad
La derecha cristiana se opone al aborto, tomando en cuenta que la vida comienza en la concepción y que el aborto es un asesinato. La derecha cristiana también se opone a la eutanasia y a la homosexualidad.

### Otros aspectos
- Los primeros derechistas cristianos estadounidenses, como John R. Rice,[23] a menudo favorecían la economía del laissez-faire y eran francos críticos del New Deal.[23] La derecha cristiana contemporánea apoya las políticas económicas conservadoras como los recortes de impuestos y las políticas conservadoras sociales, como los créditos fiscales para niños.[24]
- Según algunas investigaciones de ciencias sociales , los cristianos y los miembros de la derecha cristiana suelen estar menos preocupados por cuestiones de responsabilidad ambiental que el público en general.[25][26]

## Críticas
Las críticas a la derecha cristiana a menudo provienen de cristianos que creen que el mensaje de Jesús se centró en la responsabilidad social y la justicia social. El teólogo Michael Lerner ha resumido: "La alianza profana de la derecha política y la derecha religiosa amenaza con destruir la América que amamos. También amenaza con generar una repulsión contra Dios y la religión al identificarlos con el militarismo, la irresponsabilidad ecológica, el antagonismo fundamentalista con la ciencia y el pensamiento racional, y la insensibilidad a las necesidades de los pobres y los débiles".
Un argumento que cuestiona la legitimidad de la derecha cristiana postula que Jesucristo puede ser considerado un izquierdista en el espectro político moderno. Los defensores del izquierdismo cristiano sostienen que la preocupación de Jesús por los pobres y la alimentación del hambriento, entre otras cosas, son atributos esenciales del socialismo moderno y de la justicia social. Algunos critican lo que ven como una politización del cristianismo porque dicen que Jesús trasciende nuestros conceptos políticos. Mijaíl Gorbachov (último jefe de Estado de la Unión Soviética) se refirió a Jesús como "el primer socialista".
También se critica a la derecha cristiana argumentando que sus integrantes son racistas y prejuiciosos. Las conclusiones de una revisión de 112 estudios sobre la fe cristiana y los prejuicios étnicos fueron resumidas por un estudio en 1980 como que "los protestantes blancos asociados con grupos que poseen sistemas de creencias fundamentalistas generalmente son más prejuiciosos que los miembros de grupos no fundamentalistas, con blancos no religiosos exhibiendo menos prejuicio". La revisión original encontró que sus conclusiones se mantuvieron "independientemente de cuándo se realizaron los estudios, a quién llegaron los datos, la región donde se recopilaron los datos o el tipo de prejuicio estudiado". Varios miembros prominentes de la derecha cristiana, incluyendo Jerry Falwell y Rousas John Rushdoony, en el pasado apoyaron la segregación, con Falwell argumentando en un sermón de 1958 que la integración conduciría a la destrucción de la raza blanca.